# Criativa
Criativa foi uma revista mensal brasileira publicada mensalmente pela Editora Globo, voltada ao público feminino. Embora tivesse como foco principal conteúdos de artesanato, culinária, decoração e projetos do tipo faça você mesmo, com fichas destacáveis para arquivamento, também abordava temas como moda, beleza, relacionamentos, estilo de vida, sexualidade e outros aspectos do universo feminino.

## Origens e primeiros anos
A revista teve início em outubro de 1982, como uma publicação da Rio Gráfica Editora, com o slogan “1000 ideias para ver e fazer”. Até agosto de 1987, manteve-se dedicada exclusivamente a temas como decoração, artesanato e projetos manuais. Em 1986, a Rio Gráfica passou a operar sob o nome Editora Globo, após a aquisição da Livraria do Globo, sediada em Porto Alegre .
Com a criação da Editora Globo em São Paulo, a revista foi relançada em maio de 1989, incorporando uma abordagem editorial mais alinhada aos interesses femininos contemporâneos. A edição inaugural dessa nova fase trouxe a modelo Renata Mesquita na capa, fotografada por José Antônio, além de uma entrevista com o ator Lima Duarte, então protagonista da novela O Salvador da Pátria. Essa edição ainda incluía páginas destacáveis e um fichário para armazenar conteúdos sobre beleza, saúde, culinária, tricô, crochê, jardinagem, costura e artesanato.

## Capas e Entrevistas
Inicialmente, a proposta era utilizar apenas modelos nas capas. No entanto, em outubro de 1989, a revista trouxe pela primeira vez uma celebridade: a apresentadora Xuxa Meneghel, que concedeu entrevista sobre temas como sexualidade, relacionamentos, carreira e política. Xuxa já havia aparecido na capa em junho de 1984, ainda como modelo, na fase anterior da revista.
Ao longo da primeira década, diversas personalidades da cultura brasileira foram entrevistadas, entre elas: Cláudia Raia, Malu Mader, Celly Campelo, Débora Bloch, Antônio Fagundes, Tony Ramos, Marieta Severo, Fernanda Montenegro, Regina Casé, Glória Pires, Tom Jobim, Paulo José, Fábio Júnior, Renata Sorrah, Andréa Beltrão, Adriana Esteves, Cássio Gabus Mendes, Beatriz Segall, Edson Celulari, Fátima Bernardes, Vera Fischer, Suzana Vieira, Rachel de Queiroz, Pedro Bial, Ney Matogrosso, Antonio Pitanga, Lulu Santos, Isabel Fillardis, Lobão, Fernanda Abreu, Caco Barcellos, Carla Camurati, Tony Bellotto, Selton Mello, Luciano Huck e Matheus Nachtergaele.

## Edições memoráveis
A modelo Gisele Bündchen foi destaque na capa de janeiro de 1997, ainda no início de sua carreira.
O mês de março de 2002 marcou um momento significativo ao estampar, pela primeira vez, um homem na capa: o ator Reynaldo Gianecchini. Em dezembro do mesmo ano, a jornalista Glória Maria foi destaque em uma das edições mais lembradas pelos leitores. 
Outra capa de grande repercussão foi a de junho de 2003, em comemoração ao 14º aniversário da revista, com uma entrevista exclusiva da então primeira-dama Marisa Letícia Lula da Silva. A atriz Taís Araújo também protagonizou duas capas marcantes: em agosto de 2008 e em janeiro de 2010, está ultima com fotos assinadas por J.R. Duran. 
A revista também contou com entrevistas de estrelas internacionais, como Scarlett Johansson (novembro de 2006), Drew Barrymore (outubro de 2007), Jennifer Aniston (janeiro de 2009 e março de 2011), Reese Witherspoon (fevereiro de 2012) e Lady Gaga (junho de 2010).

## Encerramento
Sua última edição foi publicada em março de 2012, com a atriz Isis Valverde na capa, encerrando um ciclo de mais de duas décadas de contribuição ao jornalismo feminino brasileiro. Quando saiu de circulação para dar lugar à revista Glamour.